# Subhyracodon occidentalis
Subhyracodon occidentalis (лат. , «субгиракодон западный») — вид вымерших безрогих носорогов, обитавших в Северной Америке. Типовой вид своего рода, самый крупный и хорошо изученный.

## Внешний вид и строение
Длина тела субгиракодона западного 2,4—3 м, высота в холке до 1,2 м, а вес примерно 280—450 кг.

## Места и древность находок
Окаменелости этого вида найдены на обширной территории Северной Америки (Вайоминг, Колорадо, Миссисипи, Северная и Южная Дакота) с позднего эоцена до конца раннего олигоцена. 